# Cytocanis cerocalina
Cytocanis cerocalina är en fjärilsart som beskrevs av Max Wilhelm Karl Draudt 1950. Cytocanis cerocalina ingår i släktet Cytocanis och familjen nattflyn. Inga underarter finns listade i Catalogue of Life.